# Oliveiros Guanais
Oliveiros Guanais Aguiar (Caetité, 19 de agosto de 1936 — Salvador, 21 de novembro de 2010) foi um médico anestesiologista brasileiro, professor da Faculdade de Medicina da UFBA, ex-presidente da União Nacional dos Estudantes (UNE) e da seccional baiana da Sociedade Brasileira de Anestesiologia, onde ocupou ainda vários cargos.

## Biografia
Oliveiros Guanais de Aguiar, era filho de Galdino Borges de Aguiar e D. Etelvina Guanais Aguiar, foi figura de destaque no movimento estudantil de sua época, ocupando a presidência da União dos Estudantes da Bahia e, posteriormente, da União Nacional dos Estudantes, no biênio 1960–1961.
Segundo o pesquisador Alberto Saldanha, Guanais foi eleito presidente da UNE por um entendimento triplo entre seu grupo (esquerda independente), a Juventude Universitária Católica (que apresentava o nome de Herbert de Souza) e o Partido Comunista. Registra, ainda, o papel da UNE na época (1956-1960) na opinião do próprio Oliveiros Guanais: "A UNE ... era uma grande tribuna política do país".
Como anestesiologista, destacou-se profissionalmente, o que rendeu-lhe a eleição por seus pares para integrar o Conselho Federal de Medicina. Integrou, ainda, o Conselho Editorial da Revista Bioética, do Conselho Federal de Medicina. Em reconhecimento a sua carreira profissional, presidiu o 22º Congresso Nacional de Anestesiologia 
Casado com Simone Campos Guanais, era pai de Frederico, Juliana e Oliveiros. Ultimamente dedicava-se a escrever a história do comportamento da juventude, com a tese de que sem os erros dos jovens não se alcançarão as vitórias que possibilitem a consolidação da sociedade igualitária do futuro.
Falecido em 21 de novembro de 2010, em Salvador, Bahia.